# لاتينية قديمة
اللاتينية القديمة، تُعرف أيضًا باسم اللاتينية الأولى أو اللاتينية البائدة. تشير هذه المصطلحات إلى اللغة اللاتينية المُستخدمة خلال الفترة التي سبقت العام 75 قبل الميلاد، أي قبل عصر اللاتينية الكلاسيكية. (في اللاتينية الجديدة والمعاصرة، تُسمّى هذه اللغة بـ [«اللاتينية العريقة»] بدلًا من [«اللاتينية القديمة»]، إذ يُستخدم مصطلح اللاتينية العريقة للإشارة إلى مجموعة من النصوص الإنجيلية المكتوبة باللاتينية المتأخرة). وبالتالي، تنحدر اللاتينية القديمة من اللغة البروتو-إيطاليقية.
استُخدم مصطلحا «القديمة» و«الأولى» بصفتهما معيارًا في المنشورات المكتوبة باللغة اللاتينية القديمة منذ القرن الثامن عشر على الأقل. لم يوضع هذا التعريف بشكل تعسّفي، إذ تشير المصطلحات إلى كتابات ذات أعراف هجائية وتشكيل كلمات غير موجودة عمومًا في الأعمال المكتوبة في ظل الإمبراطورية الرومانية. تقدّم هذه المقالة بعضًا من الاختلافات الرئيسية بينهما.
ظهرت أقدم العيّنات المعروفة من اللغة اللاتينية على مشبك بالسترينا. بيّن أحد التحليلات الجديدة في عام 2011 أنّ هذه العيّنة حقيقية «دون أي شك»، إذ يعود تاريخها إلى حقبة الاستشراق في النصف الأول من القرن السابع قبل الميلاد.

## التراكيب اللغوية

### لغة الزمن القديم
يعود مفهوم اللاتينية القديمة إلى الوقت الذي ظهر فيه مفهوم اللاتينية الكلاسيكية، إذ يرجع تاريخهما إلى العصر الروماني المتأخر على الأقل. في تلك الفترة، أشار شيشرون وآخرون إلى تضمّن اللغة التي نستخدمها بشكل يومي –والتي يُفترض بها أن تكون اللاتينية الخاصة بسكّان المدن من الطبقة العليا- عناصر معجمية وعبارات موروثة من عصر سابق، إذ أطلق عليها اسم «الزمن/العصر القديم للغة».
خلال الحقبة الكلاسيكية، استُخدم تعبير اللاتينية العريقة وغيره من التعبيرات الاصطلاحية التي اعتمدت على الصفة ذاتها بمعنى بقايا اللغة السابقة، التي اعتُبرت أقدم مما هي عليه حقًا في فقه اللغة الروماني. سُمّي سكان لاتيوم قبل تأسيس روما باسم «رجال الزمن القديم».

### اللاتينيات الأربعة لإيزيدور الإشبيلي
خلال العصر اللاتيني المتأخر، أي عندما ولّى زمن اللاتينية الكلاسيكية، تعامل النحويون الناطقون باللاتينية واليونانية مع العديد من المراحل أو الأساليب في اللغة ذاتها. أفاد إيزيدور الإشبيلي عن وجود مخطط تصنيف خلال عصره أو قبله: «اللاتينيات الأربعة» («علاوةً على ذلك، قال بعض الناس إنه يوجد أربع لغات لاتينية»). يرى إيزيدور الإشبيلي أنّها تألفت من اللاتينية العريقة؛ التي استُخدمت قبل تأسيس روما في ظل حكم يانوس وساتورن للاتيوم وظنّ بأن عبارة كارمين ساليير تعود إلى اللاتينية العريقة هذه، ولاتينا؛ التي تعود إلى عهد الملك لاتينوس الذي بدّل اللوائح الإثنتا عشرة، ورومانا؛ التي تتساوى أساسًا مع اللاتينية الكلاسيكية، وميكستا؛ أو «الخليط» وهي مزيج بين اللاتينية الكلاسيكية واللاتينية العامية أو اللاتينية المتأخرة كما تُسمّى في يومنا هذا. لم يطرأ على هذا المخطط سوى بعض التغييرات لعدّة من آلاف السنين بعد إيزيدور.

### اللاتينية القديمة
استخدم جون وردزوورث التعريف التالي في عام 1874، «أستطيع فهم اللاتينية المُستخدمة في فترة الجمهورية الرومانية بالكامل من خلال اللاتينية الأولى، التي فُصلت بشكل ملفت للنظر-سواء في اللهجة أو الشكل الخارجي- عن اللاتينية المُستخدمة في فترة الإمبراطورية الرومانية».
نجا أحد الآراء لأديب روماني معاصر لمنتصف حقبة الجمهورية الرومانية، إذ قال فيما يتعلّق باللاتينية القديمة بحسب المؤرّخ بوليبيوس: «تعود المعاهدة الأولى بين روما وقرطاج إلى قنصليّة لوشيوس جونيوس بروتوس وماركوس هورياتيوس، اللذان كانا القنصلين الأوائل بعد ترحيل الملوك». تُعتبر معرفة القنصلين الأوائل غامضة إلى حدّ ما، لكنّ بوليبيوس نصّ أيضًا على صياغة المعاهدة قبل 28 عامًا من عبور خشايارشا الأول إلى اليونان في العام 508 قبل الميلاد، أي في الوقت المزعوم لتأسيس الجمهورية الرومانية.
لا يوجد أي تمييز واضح بين اللاتينية القديمة –المُستخدمة خلال معظم حقبة الجمهورية الرومانية- واللاتينية الكلاسيكية، ولكن مهدّت الأولى لظهور الأخيرة. انتهت الجمهورية الرومانية في وقت متأخر للغاية بالنسبة لجامعي البيانات بعد وردزوورث؛ قال تشارلز إدوين بينيت «[اللاتينية الأولى] مصطلح غامض إلى حدّ ما بالضرورة... يستحيل تعيين تاريخ محدد حقًا، نظرًا لعدم فناء اللاتينية بشكل مفاجئ، فقد استمرّت خلال العصر الإمبراطوري أيضًا». لم يُعمّم التاريخ الذي وضعه بينيت، أي العام 100 قبل الميلاد؛ إذ أصبح التاريخ الذي وضعه بيل تاريخًا معياريًا –العام 75 قبل الميلاد- بحسب مكتبة لوب المؤلّفة من أربعة مجلّدات وغيرها من الخلاصات الوافية الرئيسية الأخرى. تطوّرت اللغة اللاتينية القديمة من كونها واضحة جزئيًا بالنسبة للكلاسيكيين إلى جعلها مقروءة بسهولة للعلماء، إذ حدث الأمر على مدار 377 عامًا أي ما بين عامي 452 و75 قبل الميلاد.

## الشكل
بدأت الأعمال المؤلّفة باللغة اللاتينية القديمة بالظهور في القرن الثالث قبل الميلاد. تُعتبر هذه الأعمال إمّا كاملةً بشكل شامل أو كاملةً بشكل تقريبي، إذ حملت أسماء مؤلّفيها قبل أن تنجو بصفتها مخطوطات منسوخة عن مخطوطات أخرى متعلّقة بأي نص موجود في ذلك الوقت. إضافةً إلى ذلك، يوجد بعض الأقسام المتجزئة عن أعمال مقتبسة من مؤلفين آخرين.
نجت العديد من النقوش كما هي موجودة على وسائطها الأصلية (رسم أو حفر أو نقش) باستثناء التلف الذي سبّبه تأثير الزمن. نُسخت بعض من هذه النقوش عن نقوش أخرى. لا يمكن أن يكون أي نقش منها أقدم من بداية الأبجدية اليونانية في إيطاليا، إلا أنه لم ينج أيّ نقوش من تلك الحقبة المبكرة. يستحيل تحديد السنة التي يعود إليها أيّ من هذه النقوش، وذلك بسبب عدم الدّقة في التأريخ الاثري؛ لكنّ من المرجّح أن تكون النقوش الأولى الناجية عائدة إلى القرن السادس قبل الميلاد. ومع ذلك، لا بدّ من أن تكون بعض النصوص الذي نجت كمتفرّقات من أعمال المؤلفين الكلاسيكيين مكتوبة قبل عصر الجمهورية الرومانية، أي في عهد الحكم الملكي.